# Rodolfo Alchourrón
Rodolfo Alchourrón (* 25. April 1934 in Buenos Aires; † 16. Mai 1999) war ein argentinischer Jazz- und Fusionmusiker (Gitarre, Komposition, Arrangement).

## Leben und Wirken
Alchourrón studierte zunächst klassische Gitarre und Komposition bei Alberto Ginastera, Julián Bautista, Antonio Sinópoli, Jacobo Ficher und Francisco Kröpfl und begann seine Karriere in der klassischen Musik. Einige seiner klassischen Kompositionen wurden mit Preisen ausgezeichnet. Seit seinen Jugend vom Jazz angezogen, entschied er sich in den 1960er Jahren für dieses Genre; er arbeitete mit Gato Barbieri und Enrique Villegas und nahm mit der Agrupacion Nuevo Jazz auf. Dann leitete er vom Trio bis zur Bigband eigene Gruppen und schuf zahlreiche Werke als Komponist, Arrangeur und Interpret. Clare Fischer, Dino Saluzzi und Donna Caroll holten ihn für ihre Aufnahmen.
In den frühen 1970er Jahren setzte Alchourrón sich mit seinem Projekt Sanata y Clarificación für eine Fusion von Jazz und Rockmusik ein, in die auf dem zweiten Album der Gruppe, das 1974 erschien, auch Tango und Walzer einbezogen wurden. Von 1978 bis 1989 lebte er in New York und trat acht Jahre lang regelmäßig als Leiter seines Ensembles Southern Exposure auf, für das er zahlreiche Lieder und Instrumentalstücke komponierte, in denen er Jazzelemente mit südamerikanischen Rhythmen verband.
Auf besonderen Wunsch von Astor Piazzolla orchestrierte und dirigierte Alchourrón 1988/89 dessen Komposition für das Tanztheaterstück Dangerous Games. Zudem holte ihn Piazzolla für die Aufnahmen auf Kip Hanrahans Label American Clavé in seine Combo. Als Alchourrón 1990 nach Buenos Aires zurückkehrte, präsentierte er seine eigenen Werke einerseits mit dem zwölfköpfigen Orchester Mientras Dure, andererseits im Sextett Ventana al Espacio, das traditionelle Instrumente und Elektronik kombinierte. Von 1993 bis 1995 leitete er seine Gruppe Talismán, um ab 1996 mit seinem Sextett Tango a Destiempo zeitgenössische argentinische Musik zu präsentieren (gleichnamiges Album).
In der Tango-Szene arbeitete Alchourrón auch mit Eduardo Rovira und Rodolfo Mederos zusammen. Im Rockbereich schrieb er Orchesterarrangements für Almendra, Miguel Abuelo und Litto Nebbia.